# Eustala delasmata
Eustala delasmata là một loài nhện trong họ Araneidae.
Loài này thuộc chi Eustala. Eustala delasmata được Elizabeth Bangs Bryant miêu tả năm 1945.